# Edward Ives
Edward Ashley Ives (* 3. Januar 1961 in Mount Kisco) ist ein ehemaliger Ruderer aus den Vereinigten Staaten, der 1984 Olympiazweiter im Vierer mit Steuermann war.

## Sportliche Karriere
Bei den Olympischen Spielen 1984 in Los Angeles erreichten Thomas Kiefer, Gregory Springer, Michael Bach, Edward Ives und Steuermann John Stillings im Vorlauf als Zweite hinter den Briten und im Hoffnungslauf als Zweite hinter den Neuseeländern das Ziel. Im Finale siegten die Briten mit anderthalb Sekunden Vorsprung vor den Amerikanern, die ihrerseits über drei Sekunden Vorsprung auf die drittplatzierten Neuseeländer hatten. Bei den Weltmeisterschaften 1985 in Hazewinkel belegten Henry Mathiessen, Jonathan Kissick, Ives, Springer und Stillings den fünften Platz. Bei den Weltmeisterschaften 1986 in Nottingham gehörte Ives zum Achter, der in der Besetzung Jonathan Kissick, John Smith, Thomas Kiefer, David Krmpotich, John Terwilliger, Edward Ives, Kevin Still, Andrew Sudduth und Steuermann Mark Zembsch die Bronzemedaille hinter den Australiern und den sowjetischen Ruderern erkämpfte. Ives gewann mit dem Achter die Regatta bei den Goodwill Games 1986. 1987 siegte er mit dem Achter bei den Panamerikanischen Spielen. 1988 nahm er mit Kurt Bausback im Zweier ohne Steuermann an den Olympischen Spielen 1988 in Seoul teil. Nach einem dritten Platz im Vorlauf und im Hoffnungslauf belegten die beiden den fünften Platz im Halbfinale. Mit einem dritten Platz im B-Finale erreichten Ives und Bausback den neunten Platz in der Gesamtwertung.
Der 1,98 m große Edward Ives ruderte an der University of Washington, wo er 1983 in Geschichte und internationalem Management graduierte. Nach seiner Karriere blieb er in Seattle und war im Immobiliengeschäft tätig.